# Lu (Luzhou)

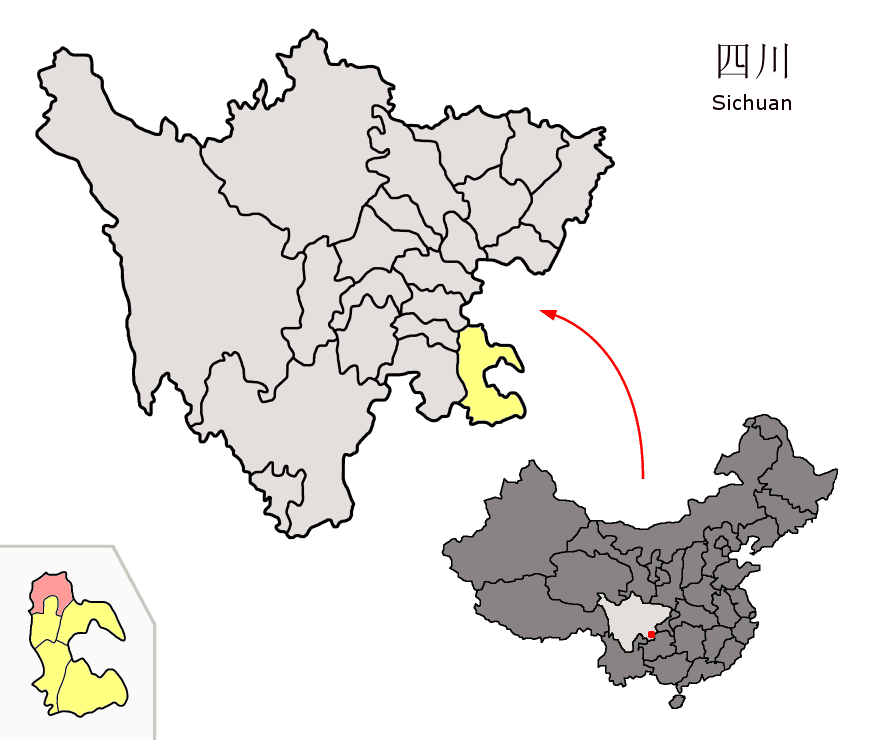
Lage des Kreises Lu (rosa) in der bezirksfreien Stadt Luzhou (gelb).

Lu (chinesisch 泸县, Pinyin Lú Xiàn) ist ein Kreis der bezirksfreien Stadt Luzhou in der chinesischen Provinz Sichuan. Die Fläche beträgt 1.528 Quadratkilometer und die Einwohnerzahl 764.362 (Stand: Zensus 2020). 1999 zählte Lu 1.035.000 Einwohner.
Die Longnao-Brücke (Longnao qiao 龙脑桥) und die Song-Gräber im Kreis Lu (Lu xian Song mu 泸县宋墓) stehen seit 1996 bzw. 2006 auf der Liste der Denkmäler der Volksrepublik China.